# John Godina
John Godina, né le 31 mai 1972 à Fort Sill, Oklahoma, est un athlète américain, pratiquant le lancer du poids.

## Biographie
Bien que trois fois champion du monde, obtenant également une médaille d'argent, il ne réussit pas à obtenir le titre olympique, remportant la médaille d'argent aux Jeux olympiques de 1996 à Atlanta et le bronze aux Jeux olympiques de 2000 à Sydney.
2001 reste l'une de ses plus grandes années, pendant laquelle il remporte le titre mondial en salle avant de récidiver en plein air à Edmonton.
Il a également la particularité d'avoir doublé les deux disciplines du lancer du poids et du lancer du disque aux Jeux d'Atlanta et de Sydney.
Ses records personnels sont de 22 mètres 20 en 2005 au lancer du poids et de 69 mètres 91 en 1998 au lancer du disque.
Il est élu au Temple de la renommée de l'athlétisme des États-Unis en 2013.

## Palmarès

### Jeux olympiques d'été
- Jeux olympiques de 1996 à Atlanta,  États-Unis
  -  Médaille d'argent
- Jeux olympiques de 2000 à Sydney,  Australie
  -  Médaille de bronze

### Championnats du monde d'athlétisme
- Championnats du monde 2001 à Edmonton,  Canada
  -  Médaille d'or
- Championnats du monde 1999 à Séville,  Espagne
  - 7e
- Championnats du monde 1997 à Athènes,  Grèce
  -  Médaille d'or
- Championnats du monde 1995 à Göteborg,  Suède
  -  Médaille d'or

### Championnats du monde d'athlétisme en salle
- Championnats du monde en salle 2003 à Birmingham,  Royaume-Uni
  -  Médaille d'argent
- Championnats du monde en salle 2001 à Lisbonne,  Portugal
  -  Médaille d'or
- Championnats du monde en salle 1999 à Maebashi,  Japon
  -  Médaille d'argent
- Championnats du monde en salle 1997 à Paris,  France
  -  Médaille de bronze